# Годиньо, Маркус
Маркус Валдез Перейра Годиньо (англ. Marcus Valdez Pereira Godinho; род. 28 июня 1997, Торонто) — канадский футболист, защитник клуба «Корона Кельце». Выступал за сборную Канады.

## Клубная карьера
Годиньо — воспитанник клуба «Торонто» из своего родного города. После окончания академии он для получения игровой практики выступал за фарм-клуб, а затем в полупрофессиональной лиге.
Летом 2016 года Маркус подписал контракт с шотландским «Харт оф Мидлотиан». Летом 2017 года для получения игровой практики Годиньо на правах аренды перешёл в «Бервик Рейнджерс» до января 2018 года. 9 сентября в матче против «Эдинбург Сити» он дебютировал во Второй лиге Шотландии. 22 февраля 2018 года Годиньо подписал новый двухлетний контракт с «Хартс». Дебютировал за «Хартс» он 4 марта в матче Кубка Шотландии против «Мотеруэлла». 9 марта в Эдинбургском дерби против «Хиберниана» он дебютировал в шотландском Премьершипе. 26 января 2019 года в матче против «Сент-Джонстона» он забил свой первый за «Хартс».
В июле 2019 года Годиньо подписал двухлетний контракт с клубом Третьей лиги Германии «Цвиккау». Дебютировал за «Цвиккау» он 25 июля в матче стартового тура сезона 2019/20 против «Меппена». В мае 2021 года Годиньо покинул «Цвиккау» в связи с истечением срока контракта.
20 августа 2021 года Годиньо присоединился к клубу MLS «Ванкувер Уайткэпс», подписав контракт на оставшуюся часть сезона 2021 с опциями продления на сезоны 2022 и 2023. За право подписать его «Ванкувер» выплатил «Монреалю» $50 тыс. в общих распределительных средствах. В MLS он дебютировал 29 августа в матче против «Реал Солт-Лейк», заменив на 85-й минуте Ранко Веселиновича. По окончании сезона 2022 «Ванкувер Уайткэпс» не стал продлевать контракт с Годиньо.
19 января 2023 года Годиньо подписал контракт с клубом чемпионата Польши «Корона Кельце» до конца сезона 2022/23 с возможностью продления на один год. В Экстракласе он дебютировал 6 февраля в матче против «Краковии», заменив на 79-й минуте Яцека Подгорского. 12 мая в матче против «Пяста Гливице» он забил свой первый гол в Экстракласе. 15 июня Годиньо продлил контракт с «Короной Кельце» до конца сезона 2023/24.

## Международная карьера
24 марта 2018 года в товарищеском матче против сборной Новой Зеландии Годиньо дебютировал за сборную Канады.
Годиньо был включён в состав сборной Канады на Золотой кубок КОНКАКАФ 2019.
В составе сборной Канады до 23 лет Годиньо принимал участие в Мужском олимпийском квалификационном турнире КОНКАКАФ 2020 в марте 2021 года.
Значился в предварительной заявке сборной Канады на Золотой кубок КОНКАКАФ 2021 из 60-ти игроков, но в окончательный состав из 23-ти игроков не попал.

## Достижения
Командные
 «Ванкувер Уайткэпс»
- Победитель Первенства Канады: 2022